# ZRam
A zRam a Linux kernel egy modulja, korábban „compcache” néven fejlesztették. A 3.2-es verziótól kezdve kísérleti, a 3.12-től stabil része a Linux kernelnek. A zRam célja a rendszer teljesítményének növelése oly módon, hogy a merevlemezre történő lapozás helyett egy tömörített blokkeszközt hoz létre, amibe a lapozás történik, míg muszáj nem lesz a merevlemezen lévő lapozó fájlba írni.
Mivel a RAM-hozzáférés gyorsabb a lemezhozzáférésnél, a zRammal a Linux jobban ki tudja használni a memória lehetőségeit, ha swappelésre kerülne a sor, főleg a régebbi, kevés memóriával bíró számítógépeken.
Bár a memória ára viszonylag alacsony, ez a funkció hasznos lehet netbookok és más kisebb teljesítményű laptopok (pl. Chromebook) számára, virtualizáció vagy beágyazott rendszerek esetén, főleg, ha azok rövidebb élettartamú, korlátozott mennyiségű írási ciklust elviselni képes flash memória-alapú háttértárral rendelkeznek, melyek élettartamára a swappelés negatív hatással van.
A Gentoo Linux wiki szerint a zRAM jellemzően 3:1 tömörítési arányt ér el – azaz 3 GB virtuális memóriát 1 GB fizikai memóriában képes tárolni.

## Használata
A Google használja a zRAM-ot Chrome OS operációs rendszerében, és az Android 4.4-es változatától kezdve.
Az Ubuntu fontolgatja a zRAM alapértelmezett engedélyezését a kevés memóriával rendelkező számítógépeken.

## Fordítás
- Ez a szócikk részben vagy egészben a zRam című angol Wikipédia-szócikk ezen változatának fordításán alapul.  Az eredeti cikk szerkesztőit annak laptörténete sorolja fel. Ez a jelzés csupán a megfogalmazás eredetét és a szerzői jogokat jelzi, nem szolgál a cikkben szereplő információk forrásmegjelöléseként.